# IOS 4
iOS 4 è la quarta versione del sistema operativo per dispositivi mobili iOS, sviluppato dalla Apple Inc. e successore di iPhone OS 3. È stato pubblicato il 21 giugno 2010 ed è stato il primo aggiornamento a essere rinominato in "iOS", invece che "iPhone OS". Con la quarta versione di iOS, alcuni dispositivi non vengono più supportati ed è stato anche il primo aggiornamento gratis per iPod touch.

## Storia

### Introduzione e primo rilascio
iOS 4 è stato presentato da Steve Jobs il 7 giugno 2010, durante la WWDC annuale, insieme all'iPhone 4. Con il rilascio dell'iPad di prima generazione all'inizio dell'anno, l'azienda ha deciso di rinominare iPhone OS in iOS, in modo tale da rispecchiare tutta la famiglia dei dispositivi. iOS 4.0, al momento del lancio, offriva il supporto solo l'iPhone e l'iPod touch, ma più avanti venne aggiunto anche per l'iPad. Sono state aggiunte più di 1500 API per gli sviluppatori, compresa l'attesa funzionalità del multitasking.

### Aggiornamenti

#### 4.0.1
iOS 4.0.1 è stato pubblicato il 15 luglio 2010, come il primo aggiornamento di iOS 4. Venne aggiornata la grafica che mostra l'intensità del segnale, insieme alla correzione di svariati bug.

#### 4.0.2
iOS 4.0.2 è stato pubblicato l'11 agosto 2010. Esso comprendeva la correzione di un exploit, presente nei documenti PDF, che permetteva di eseguire il jailbreak attraverso Safari.

#### 4.1
iOS 4.1 è stato pubblicato l'8 settembre 2010. L'aggiornamento includeva una tecnologia chiamata HDR, in grado di catturare foto con qualità migliore, e l'introduzione del Game Center. È stata la prima versione di iOS disponibile anche per l'Apple TV (seconda generazione).

#### 4.2
Resa disponibile agli sviluppatori l'8 novembre 2010, la versione 4.2 di iOS non è mai stata messa a disposizione del pubblico per via di un serio bug legato alla connettività Wi-Fi (è stata sostituita nella release pubblica da iOS 4.2.1).
L'aggiornamento è molto significativo, poiché rappresenta il punto di incontro tra tutti i dispositivi touch di Apple: a partire da questo aggiornamento iPad, iPhone e iPod touch utilizzeranno la stessa versione di iOS.

#### 4.2.1
iOS 4.2.1 è stato pubblicato il 22 novembre 2010. È stata la prima versione a portare una maggior parità del sistema operativo tra iPhone e iPad. È stata anche l'ultima versione supportata dall'iPhone 3G e dall'iPod touch di seconda generazione.

#### 4.2.5
iOS 4.2.5 è stato pubblicato il 7 febbraio 2011. Includeva il supporto per i modelli CDMA dell'iPhone 4.

#### 4.2.6 – 4.2.10
iOS 4.2.6 – 4.2.10 sono una serie di aggiornamenti pubblicati in successione, dopo iOS 4.2.5, per il supporto ai modelli CDMA dell'iPhone 4. Ogni aggiornamento includeva la correzione di bug e alcuni aggiornamenti di sicurezza.

#### 4.3
iOS 4.3 è stato pubblicato il 9 marzo 2011. L'aggiornamento includeva il supporto per l'Hostpot Personale, In Casa, alcuni miglioramenti per AirPlay e altri miglioramenti minori.

#### 4.3.1
iOS 4.3.1 è stato pubblicato il 25 marzo 2011. L'aggiornamento correggeva un errore dello schermo di alcuni iPod touch, insieme ad alcuni aggiornamenti per l'iPhone 3GS e l'iPad di prima generazione.

#### 4.3.2
iOS 4.3.2 è stato pubblicato il 14 aprile 2011. L'aggiornamento correggeva il blocco, che alcune volte si verificava, durante una chiamata FaceTime e alcuni problemi relativi ai modelli Cellular di iPad.

#### 4.3.3
iOS 4.3.3 è stato pubblicato il 4 maggio 2011. Esso correggeva alcuni problemi di localizzazione.

#### 4.3.4
iOS 4.3.4 è stato pubblicato il 15 luglio 2011. L'aggiornamento re-introduceva la possibilità di cancellare le applicazioni in scaricamento, oltre alla correzione di alcuni errori per prevenire il jailbreaking.

#### 4.3.5
iOS 4.3.5 è stato pubblicato il 25 luglio 2011, portato un aggiornamento di sicurezza per correggere una verifica di un certificato.

## Funzionalità

### Schermata Home
Con iOS 4, il numero massimo di applicazioni presenti sulla schermata Home è stato incrementato da 180 a 2160, grazie all'aggiunta delle cartelle. Quest'ultime vengono nominate automaticamente in base alla categoria dell'App Store delle applicazioni presenti al loro interno. È stata inoltre aggiunta la possibilità di impostare uno sfondo della schermata Home personalizzato (non supportato sull'iPhone 3G e l'iPod touch di prima generazione). Anche il dock è stato ridisegnato, riflettendo quello di Mac OS X 10.5-10.6.

### Multitasking
Con iOS 4 è stato introdotto il multitasking. Permette all'utente di passare da un'applicazione ad un'altra premendo due volte il tasto Home. È stato implementato in modo tale da non causare un eccessivo consumo della batteria e delle prestazioni. Il multitasking è limitato alle applicazioni VoIP, GPS e di riproduzione audio.

### iBooks
iBook, l'applicazione precedentemente inclusa solo negli iPad, è ora disponibile anche per gli iPhone e per gli iPod touch. È scaricabile attraverso l'App Store, quindi non è installata di default dal sistema operativo.

### Game Center
iOS 4.1 introduce una nuova applicazione chiamata Game Center, una piattaforma per giochi online, la quale permette agli utenti di giocare di giocare ai giochi e confrontare i punteggi e i record. Non era disponibile per l'iPhone 3G.

### FaceTime
iOS 4 introduce FaceTime, un'applicazione per effettuare videochiamate attraverso la videocamera del dispositivo. Allora era richiesta una connessione Wi-Fi. Funzionava sull'iPhone 4, sull'iPod touch di quarta generazione, sull'iPad 2 e su Mac OS X 10.6 o dispositivi successivi.

### Altre funzionalità

#### Tastiere
iOS 4 aggiunge il supporto alle tastiere Bluetooth di Apple per l'iPhone 3GS, l'iPhone 4 e la terza generazione di iPod touch.

#### Safari
Con iOS 4, il browser per dispositivi mobili Safari, introduce il motore di ricerca Bing, oltre a Google e Yahoo!.

#### Controllo ortografico
iOS 4 introduce una funzione di controllo ortografico che sottolinea in rosso le parole sbagliate. Toccando sulla parola errata viene mostrato un popup con scritte una serie di sostituzioni corrette che, cliccandole, vanno a sostituirsi automaticamente alla parola sbagliata.

#### Fotocamera
L'applicazione fotocamera è ora in grado di scattare foto con uno zoom digitale 5x.

## Dispositivi supportati
██ iOS 4 (50%)
██ iPhone OS 3 (49%)
██ iPhone OS 2 (1%)

### iPhone
- iPhone 3G
- iPhone 3GS
- iPhone 4

### iPod touch
- iPod touch 2G
- iPod touch 3G
- iPod touch 4G

### iPad
- iPad 1
- iPad 2

### Apple TV
- Apple TV 2G

## Changelog ufficiale
Di seguito è riportato il changelog ufficiale di ogni versione:

### iOS 4.0
- Sistema operativo rinominato in iOS (dopo aver ottenuto la licenza da Cisco Systems Inc.)[14]
- Possibilità di organizzare le applicazioni in cartelle
- Integrazione del multitasking (disponibile solo per iPhone 3GS, iPhone 4, iPod touch 3ª e 4ª generazione e iPad)
- Migliore gestione delle caselle di posta elettronica
- Integrazione di iAd
- Integrazione di iBooks
- Nuovi sfondi disponibili
- Possibilità di cambiare sfondo alla schermata della springboard (disponibile solo per iPhone 3GS, iPhone 4 e iPod touch 3ª generazione)
- Conteggio dei caratteri negli SMS
- Possibilità di visualizzare le foto in base ai volti e ai luoghi in cui sono state scattate (solo su Macintosh)
- Rinominata l'applicazione Foto in "Fotocamera"
- Rinominata l'applicazione Immagini in "Foto"
- Possibilità di effettuare ricerche anche tra i messaggi
- Possibilità di creare playlist direttamente dal proprio dispositivo
- Zoom nella fotocamera
- Aggiunta la modalità aereo per iPod Touch
- Aggiunta lingua ungherese

### iOS 4.0.1
- Migliorata la formula che determina il numero di barre della potenza del segnale da visualizzare

### iOS 4.0.2
- Risolto un problema di vulnerabilità legato alla visualizzazione di file PDF dannosi

### iOS 4.1
- Risoluzione di vari bug al sensore di prossimità e al Bluetooth
- Generale aumento della velocità dell'iPhone 3G
- Aggiunta la possibilità di caricare video in alta definizione (solo su iPhone 4)
- Integrato HDR Photos, una tecnologia per avere immagini dinamiche in alta risoluzione (solo su iPhone 4)
- Introdotto Game Center (disponibile su iPhone 4, iPhone 3GS, iPod Touch 2ª e 3ª generazione, già incluso nel nuovo iPod Touch 4ª generazione)
- Rinominata l'applicazione Foto in "Immagini"

### iOS 4.2
- AirPrint
  - Stampa di posta, foto, pagine web ed altro direttamente su stampanti compatibili con AirPrint su un network wireless locale
- AirPlay
  - Streaming in modalità wireless di video, musica e foto su Apple TV
  - Streaming di musica in modalità wireless ad altoparlanti e ricevitori compatibili con AirPlay, compreso AirPort Express
- Miglioramenti di FaceTime
  - Avvio di chiamate con il Controllo vocale
  - Avvio di chiamate da una conversazione tramite SMS
  - Supporto di accessori Bluetooth
- Ricerca di testo sulla pagina web in Safari
- Nuova impostazione di font disponibile per le Note
- Nuove suonerie SMS/MMS e la capacità di impostazione di suonerie personalizzate per contatto
- Restrizioni aggiuntive (controlli censura) disponibili:
  - Impostazioni account
  - Eliminazione applicazione
  - Amici Game Center
  - Impostazioni localizzazione
- Capacità di importazione di file .ics in Calendario
- Correzioni di problemi, tra cui:
  - Eliminazione degli artefatti acustici occasionalmente acquisiti nelle registrazioni audio con iPod touch di quarta generazione
  - Miglioramento della riproduzione audio su autoradio stereo mediante USB

### iOS 4.2.1
- Tutte le funzioni di iOS 4.2
- Problemi corretti
  - Corretto il bug del Wi-Fi intermittente della versione 4.2 non distribuita
  - Corretti dei problemi con il protocollo VoIP
  - Corretto un problema con i comandi di playback da automobile
- Possibilità di noleggiare film attraverso iTunes Store (precedentemente disponibile solo nello Store USA)
- La funzione Trova il mio iPhone, iPad o iPod touch è gratuita per iPhone 4, iPad e iPod Touch 4

### iOS 4.3
- Notevolmente ottimizzato il motore JavaScript di Safari con l'introduzione della tecnologia Nitro[15]
- Miglioramento della funzione AirPlay per lo streaming di foto e video dai dispositivi iOS
- Implementata la funzionalità Condivisione in famiglia di iTunes
- Possibilità di modificare la funzione dello switch hardware: modalità silenziosa o blocco della rotazione dello schermo (solo per iPad e iPad 2)
- Aggiunta la funzionalità di tethering Hotspot personale (solo per iPhone 4), per condividere la connessione dati cellulare con un massimo di cinque dispositivi, tramite Wi-Fi, Bluetooth e USB
- Nuova interfaccia grafica in alcune parti di App Store
- Nuovo font (Noteworthy, che sostituisce Chalkboard) nell'applicazione Note
- Aggiunta l'applicazione Photo Booth (solo per iPad 2)

### iOS 4.3.1
- Corretti degli inconvenienti grafici su iPod Touch di quarta generazione
- Corretto un problema che non faceva riconoscere correttamente il giroscopio di iPad 2 con alcune applicazioni
- Corretto un malfunzionamento nella connessione ad alcuni network cellulari
- Corretto un problema di autenticazione con alcuni servizi web enterprise
- Corretto lo sfarfallio con alcune TV collegate tramite adattatore AV digitale

### iOS 4.3.2
- Corretto un problema di qualità video durante le chiamate FaceTime
- Corretto un bug di connettività 3G su alcuni iPad 3G + WiFi
- Aggiornamenti di sicurezza

### iOS 4.3.3
- Questo aggiornamento contiene modifiche alla cache del database posizioni crowd-sourced iOS, tra cui:
  - Riduzione delle dimensioni della cache
  - Nessun backup della cache con iTunes
  - Eliminazione completa della cache quando i Servizi di localizzazione sono disattivati

### iOS 4.3.4
- Corretto un bug di sicurezza di Safari nel trattamento dei PDF

### iOS 4.3.5
- Corretto un problema di vulnerabilità della sicurezza con la convalida dei certificati